# Cathédrale Saints-Pierre-et-Paul d'Abomey
 (mars 2023).
Si vous disposez d'ouvrages ou d'articles de référence ou si vous connaissez des sites web de qualité traitant du thème abordé ici, merci de compléter l'article en donnant les références utiles à sa vérifiabilité et en les liant à la section « Notes et références ».
La cathédrale Saints-Pierre-et-Paul est la cathédrale d'Abomey, siège du diocèse d'Abomey au Bénin. Elle est dédiée aux apôtres Pierre et Paul.